# سفارة البرازيل في النرويج
سفارة البرازيل في النرويج هي أرفع تمثيل دبلوماسي لدولة البرازيل لدى النرويج. تقع السفارة في أوسلو وهي تهدف لتعزيز المصالح البرازيلية في النرويج.

## وصلات خارجية
- قائمة سفارات البرازيل
- قائمة السفارات في النرويج